# Andrena obscuripennis
Andrena obscuripennis är en biart som beskrevs av Smith 1853. Andrena obscuripennis ingår i släktet sandbin, och familjen grävbin. Inga underarter finns listade i Catalogue of Life.